# 오카모토 고지
오카모토 고지(일본어: 岡本 浩司, 1976년 4월 9일 ~ )는 일본의 전 축구 선수이다.

## 구단 경력
과거 비셀 고베에서 활동하였다.